# Kop of Munt (sportkrant)
Kop of Munt was de eerste regionale sportkrant van Nederland. De tabloid werd gratis huis-aan-huis verspreid en was ook af te halen bij sportclubs en kantines. 